# Java Virtual Machine
Java Virtual Machine (сокращенно Java VM, JVM) — виртуальная машина Java — основная часть исполняющей системы Java, так называемой Java Runtime Environment (JRE). Виртуальная машина Java исполняет байт-код Java, предварительно созданный из исходного кода Java-программы компилятором Java (javac). JVM может также использоваться для выполнения программ, написанных на других языках программирования. Например, исходный код на языке Ada может быть скомпилирован в байт-код Java, который затем может выполниться с помощью JVM.
JVM является ключевым компонентом платформы Java. Так как виртуальные машины Java доступны для многих аппаратных и программных платформ, Java может рассматриваться и как связующее программное обеспечение, и как самостоятельная платформа. Использование одного байт-кода для многих платформ позволяет описать Java как «скомпилируй единожды, запускай везде» (compile once, run anywhere).
Виртуальные машины Java обычно содержат интерпретатор байт-кода, однако, для повышения производительности во многих машинах также применяется JIT-компиляция часто исполняемых фрагментов байт-кода в машинный код.

## Спецификация JVM
В 1996 году компания Sun выпустила первую версию документа «Голубая книга JVM», в котором описана спецификация виртуальной машины Java, ставшего де-факто отраслевым стандартом платформы Java. Благодаря этому документу появились альтернативные реализации JVM, являющиеся «разработками с чистого листа» (англ. clean room design). В качестве примера можно привести Kaffe.
Начиная с версии J2SE 5.0, изменения в спецификации JVM вырабатываются в соответствии с формализованными пожеланиями заинтересованных сторон. Процесс внесения изменений в спецификации JVM называется Java Community Process.
JVM, доступная в исходных текстах на Си от фирмы Sun, называется KVM (Kilo Virtual Machine) и доступна на их сайте.

## Конкуренция между Sun и Microsoft
В начале развития платформы «Java» существовали две конкурирующие реализации Java VM:
- От фирмы Sun Microsystems (создателя языка Java) — для различных платформ: Windows, Mac OS, UNIX;
- От фирмы Microsoft — «Microsoft Java VM» — ориентированная только на платформу «Windows» и, по утверждениям Microsoft, «специально оптимизированная для быстрого выполнения Java-кода на платформе „Windows“.»

Однако «Microsoft Java VM» не была полностью совместима со спецификацией, описанной Sun в «голубой книге JVM», и имела существенные проблемы с производительностью при работе под большими нагрузками (при большом числе одновременно выполняемых потоков) и с безопасностью.
Компания «Sun» посчитала такую ситуацию недопустимой и решила, что Microsoft занимается намеренной дискредитацией и профанацией платформы «Java» путём распространения своей версии виртуальной машины Java, обладающей вышеперечисленными недостатками. На этом основании Sun неоднократно подавала в суд на Microsoft — и Microsoft была лишена следующих прав на реализацию:
1. Называть её «Java VM» (новое название — «Microsoft VM»);
2. Встраивать её в поставки браузеров и операционных систем (в том числе Internet Explorer и Windows) — но с сохранением права предлагать для скачивания на сайте;
3. Разрабатывать её новые версии и обновления;
4. Предоставлять её для скачивания на сайте.

Некоторые обозреватели компьютерных изданий полагают, что жёсткая позиция, занятая Sun по вопросу Java, могла послужить дополнительным стимулом для разработки компанией «Microsoft» собственного Windows-решения: «.NET Framework».

## Разногласия между Sun и IBM
В 2001 году с целью разработки стандарта кросс-платформенных настольных приложений IBM запустила открытый проект: «Eclipse».
Фреймворк «Eclipse» был основан на предыдущей закрытой разработке: IBM «VisualAge». IBM удалось сбалансировать интересы свободного сообщества и интересы бизнеса (свои интересы) в лицензии «Eclipse Public License», признанной организацией «Free Software Foundation».
Проект успешно развивается, используется в отрасли, в значительной степени отделился от IBM в самостоятельный (см. «Eclipse Foundation»).
Sun остаётся в оппозиции к Eclipse Foundation, так же, как и к Microsoft. Формально основной причиной противоречий остаётся библиотека «Standard Widget Toolkit» (SWT), которая противоречит Sun-концепции виртуальной машины и переносимости Java-приложений.

## Среда исполнения
Программы, предназначенные для запуска на JVM, должны быть скомпилированы в стандартизированном переносимом двоичном формате, который обычно представляется в виде файлов «.class». Программа может состоять из множества классов, размещённых в различных файлах. Для облегчения размещения больших программ часть файлов вида «.class» может быть упакована вместе в .jar-файле (сокращение от «Java Archive»).
Виртуальная машина JVM исполняет файлы «.class» и «.jar», эмулируя данные в них инструкции следующими путями:
- Интерпретирование;
- Использование JIT-компилятора (например, такого как «HotSpot» от Sun Microsystems).

В наши дни JIT-компиляция используется в большинстве JVM для достижения большей скорости. Существуют также ahead-of-time компиляторы, позволяющие разработчикам приложений перекомпилировать файлы классов в родной для конкретной платформы код.
Как и большинство виртуальных машин, Java Virtual Machine имеет stack-ориентированную архитектуру, свойственную микроконтроллерам и микропроцессорам.
JVM — экземпляр JRE (Java Runtime Environment), вступающий в действие при исполнении программ Java; по завершении исполнения этот экземпляр удаляется сборщиком мусора. JIT — та часть виртуальной машины Java, которая используется для ускорения выполнения приложений; JIT одновременно компилирует те части байт-кода, функциональность которых аналогична, — что сокращает время, необходимое для проведения компиляции.